# Edward B. Curtis
Edward Baldwin Curtis, né le 13 mars 1933 à Newburyport, Massachusetts et mort le 2 avril 2024, est un mathématicien américain.

## Biographie
Edward Curtis obtient son baccalauréat de l'Université Harvard en 1954. Après des études supérieures de 1958 à 1959 à l'Université d'Oxford, il retourne à Harvard et obtient un doctorat là-bas en 1962. Sa thèse The Lower Central Series for Free Group Complexes est dirigée par Raoul Bott. Curtis devient instructeur au Massachusetts Institute of Technology (1962-1964), professeur adjoint (1964-1967) et professeur agrégé (1967-1970). En 1970, il devient professeur à l'Université de Washington à Seattle, où il reste jusqu'à sa retraite en tant que professeur émérite.
Il s'intéresse à la théorie des graphes et aux réseaux de flux. En 1967 pour ses études sur la topologie algébrique, il reçoit une bourse Guggenheim, et en 1972 le prix Leroy P. Steele pour son article Simplicial homotopy theory .

## Publications
- The Lower Central Series for Free Group Complexes. Thesis (Ph.D.), Harvard University, 1962
- Curtis, « Simplicial homotopy theory », Advances in Mathematics, vol. 6, no 2,‎ 1971, p. 107–109 (DOI 10.1016/0001-8708(71)90015-6, MR 0279808)
- with James A. Morrow: Inverse problems for electrical networks, vol. 13, Singapore, World Scientific, coll. « Series on applied mathematics », 2000 (ISBN 981-02-4174-7, lire en ligne)

## Sources
- Mary Ellis Woodring et Susan Park Norton (dir. ): Rapports du président et du trésorier [de la John Simon Guggenheim Memorial Foundation] 1967 et 1968. New-York 1967, (ISSN 0190-227X), p. 27 ( extrait)